# Говард Воловітц
Говард Джоел Воловітц — вигаданий персонаж з серіалу Теорія великого вибуху, роль котрого виконує Саймон Хелберг.
Серед основних чоловічих персонажів у шоу Говард відрізняється тим, що у нього немає докторського ступеня, як і раніше він живе зі своєю матір'ю і вважає себе дамським угодником. Говард — найкращий друг Раджеша (мати Леонарда небезпідставно вважає, що їх відносини носять латентно гомосексуальний характер). Говард, як і Шелдон, Леонард та Радж, на відміну від усіх інших персонажів, з'являється буквально в кожному епізоді серіалу.
Цікавий факт: прізвище Воловітц (Wolowitz) має слов'яно-німецьке закінчення (-itz), але за походженням — польське або скоріше українське (імовірно його пращури-емігранти були із містечка Воловець в німецькомовній Австро-Угорщині, або із двох дрібних польських сіл з такою ж назвою, причому обидва села розташовані в тих регіонах Польщі, які історично перебували у складі німецько-мовних держав).

## Характеристика
Воловітц вважає себе «ловеласом», але його спроби зав'язати стосунки з дівчатами постійно стикаються з труднощами. Заради того, щоб справити враження на дівчину і «підчепити», Говард готовий навіть провести її в секретну лабораторію (в одній із серій це закінчується аварією марсохода).
У Говарда алергія на арахіс, і вона представляє серйозну загрозу для його життя. В одній з серій після, обіцянки Пенні познайомити його зі своїми подругами, він з'їв арахіс, щоб затримати свого друга Леонарда і таким чином дати іншим друзям можливість організувати вечірку для нього. Він також згадував про аритмію. Говард пишається тим, що у нього всього 3 % зайвого жиру.
Говард Воловітц — за національністю батьків — єврей, але він іронічно і навіть критично ставиться до своєї національної та релігійної належності (він зовсім не юдей, а швидше — атеїст), дуже часто кепкує та насміхається із основ юдаїзму та інших релігій, та не дотримується кашрут (їсть свинину МуШу і креветки, які теж не відносяться до кошерної їжі).
Крім того, Говард «вільно» говорить англійською (рідна), французькою, російською, мандаринською, арабською та клінгонською мовами, знає жестову мову. Як і виконувач його ролі актор Саймон Хелберг, Воловітц — талановита особистість: вміє грати на фортепіано, у власній аматорській рок-групі грає на клавішних та співає, пише музику і тексти пісень, також вправний імітатор. Його наслідування Аль Пачіно, Крістофера Вокена і Ніколаса Кейджа викликають захоплення не тільки у інших персонажів серіалу, але і журналіста Rolling Stone Сарін Лідс.
Протягом перших чотирьох сезонів серіалу Говард живе зі своєю владною матір'ю, яка не звертає уваги на його досягнення. Відомо, що мама Говарда - огрядна жінка (із зайвою вагою). Протягом практично всього серіалу (починаючи з сьомої серії першого сезону) чутно тільки закадровий голос пані Воловітц, вона вперше з'являється в кадрі тільки на мить в сцені весілля Говарда; її обличчя приховано капелюхом, так що глядач може бачити, за висловом продюсера, тільки «масу в рожевому». Ще пані Воловітц можна побачити у повний зріст у п'ятнадцятій серії шостого сезону в дверному отворі кухні. Про батька Говарда мало що відомо. Відомо лише, що він кинув його з мамою, коли Говарду було 11 років. Також його батько відправив на 18-річчя Говарда лист, навколо чого вибудувалася фабула 19-го епізоду шостого сезону.
Постійні спроби Воловітца залицятися до дівчат-неєврейок наштовхуються на іронічно-саркастичне неприйняття з боку матері, але він продовжує цю лінію поведінки, ймовірно, їй на зло. При знайомстві з Бернадетт Ростенковскі, що виросла в католицькій сім'ї він запрошує її на зустріч шаббата в жартівливій надії, що її хрестик нарешті викличе у місіс Воловітц церебральну аневризму. Наприкінці четвертого сезону Говард зробив Бернадетті пропозицію; весілля відбулося напередодні його польоту в космос, з усіма п'ятьма друзями як священиками. Після весілля переїхав до неї на квартиру, після чого вони почали жити разом. Мати Говарда поїхала у Флориду до рідних і там померла (творцям серіалу довелося розлучитися з цим персонажем після того, як актриса Керол Енн Сьюзі, що озвучувала місіс Воловітц, дійсно померла в листопаді 2014).